# Nati nel 1963/Aprile
| Questa pagina contiene informazioni ricavate automaticamente dalle voci biografiche con l'ausilio del template Bio e di un bot. L'aggiornamento è periodico e automatico e ricostruisce completamente la pagina. Se manca una persona in questa lista, sei pregato di non aggiungerla, ma accertati piuttosto che la sua voce biografica contenga il template Bio e che i dati anagrafici siano correttamente compilati. Se il template Bio manca, inseriscilo tu stesso o, in alternativa, metti l'avviso {{tmp\|Bio}} che ne segnala la mancanza. Se i dati riportati sono sbagliati, correggi direttamente la voce biografica; le modifiche saranno visibili in questa lista entro pochi giorni. Per chiarimenti vedi il progetto biografie. La lista contiene solo le 297 persone che sono citate nell'enciclopedia e per le quali è stato implementato correttamente il template Bio. Pagina aggiornata al 2 ago 2025. |

- 1º aprile - Keith Behrman, regista e sceneggiatore canadese
- 1º aprile - Luca Bottazzi, ex tennista italiano
- 1º aprile - Andrea Bouchard, scrittore, sceneggiatore e musicista italiano
- 1º aprile - Giancarlo Cosio, sciatore nautico italiano
- 1º aprile - Giovanni D'Onghia, allenatore di pallavolo e ex pallavolista italiano
- 1º aprile - Flemming Davanger, giocatore di curling norvegese
- 1º aprile - Alberto Leanizbarrutia, ex ciclista su strada e dirigente sportivo spagnolo
- 1º aprile - James Dale Robinson, fumettista britannico
- 1º aprile - Mario Simioni, allenatore di hockey su ghiaccio e ex hockeista su ghiaccio canadese
- 1º aprile - Tobias Svantesson, ex tennista svedese
- 1º aprile - Saško Vezenkov, ex cestista, allenatore di pallacanestro e dirigente sportivo bulgaro
- 1º aprile - Adriano Wajskol, attore, regista e produttore cinematografico italiano
- 1º aprile - Xue Cuilan, ex cestista cinese
- 1º aprile - Zhu Jianhua, ex altista cinese
- 2 aprile - Mario Ardemagni, ex ultramaratoneta italiano
- 2 aprile - Fabrizio Barbazza, ex pilota automobilistico italiano
- 2 aprile - Scott Barrett, allenatore di calcio e ex calciatore inglese
- 2 aprile - Kjell-Inge Bråtveit, allenatore di calcio e ex calciatore norvegese
- 2 aprile - Paola Galassi, regista italiana
- 2 aprile - Mike Gascoyne, ingegnere britannico
- 2 aprile - Kim Phúc, vietnamita
- 2 aprile - Qu Yanling, ex cestista cinese
- 2 aprile - Carlos Henrique Raposo, ex calciatore brasiliano
- 2 aprile - Henri Sanz, ex rugbista a 15 e allenatore di rugby a 15 francese
- 2 aprile - Steve Sewell, ex giocatore di football americano statunitense
- 2 aprile - Stanislao Zurlo, politico italiano
- 3 aprile - Antonella Attili, attrice italiana
- 3 aprile - Anne Minter, ex tennista e allenatrice di tennis australiana
- 3 aprile - Criss Oliva, chitarrista statunitense († 1993)
- 3 aprile - Stevo Pendarovski, politico macedone
- 3 aprile - Hassan Sadpara, alpinista pakistano († 2016)
- 3 aprile - Jens Schmidt, ex calciatore tedesco orientale
- 3 aprile - Aleksandr Vasin, allenatore di pallacanestro russo
- 3 aprile - Stefano Venier, dirigente d'azienda italiano
- 3 aprile - Margarita Vojska, scacchista bulgara
- 3 aprile - Sarah Woodward, attrice britannica
- 4 aprile - Nuri Adıyeke, storico turco
- 4 aprile - Khassan Baiev, medico russo
- 4 aprile - A. Michael Baldwin, attore, produttore cinematografico e sceneggiatore statunitense
- 4 aprile - Steve Berry, ex calciatore inglese
- 4 aprile - Jack Del Rio, ex giocatore di football americano e allenatore di football americano statunitense
- 4 aprile - Nadia Falvo, ex mezzofondista italiana
- 4 aprile - Marco Giallini, attore italiano
- 4 aprile - Kazushi Hagiwara, fumettista giapponese
- 4 aprile - Dale Hawerchuk, hockeista su ghiaccio e allenatore di hockey su ghiaccio canadese († 2020)
- 4 aprile - Jane McDonald, cantante e conduttrice televisiva britannica
- 4 aprile - Graham Norton, conduttore televisivo e comico irlandese
- 4 aprile - Irene Pivetti, politica, conduttrice televisiva e giornalista italiana
- 5 aprile - Arthur Adams, fumettista statunitense
- 5 aprile - Roberto Andreoli, ex calciatore italiano
- 5 aprile - Hu Zhangbao, ex cestista cinese
- 5 aprile - César Troncoso, attore uruguaiano
- 5 aprile - Francesco Vitucci, allenatore di pallacanestro italiano
- 5 aprile - Nazim Əliyev, ex calciatore azero
- 6 aprile - Basile Aka Kouamé, allenatore di calcio e ex calciatore ivoriano
- 6 aprile - Marina Barone, cantautrice italiana
- 6 aprile - Aslan Bžania, politico abcaso
- 6 aprile - Rafael Correa, politico e economista ecuadoriano
- 6 aprile - Pierangelo Iannotti, generale e funzionario italiano
- 6 aprile - Pauline Lafont, attrice francese († 1988)
- 6 aprile - Derrick May, musicista statunitense
- 6 aprile - Katalin Petrik, ex cestista ungherese
- 6 aprile - Clelia Rondinella, attrice italiana
- 6 aprile - Clark Spencer, produttore cinematografico e imprenditore statunitense
- 6 aprile - Shaun Toub, attore iraniano
- 6 aprile - Andrew Weatherall, disc jockey, musicista e produttore discografico britannico († 2020)
- 7 aprile - Agim Bubeqi, ex calciatore albanese
- 7 aprile - Franco Grattarola, critico cinematografico italiano
- 7 aprile - Huang Qi, attivista cinese
- 7 aprile - David Allen Johnson, ex multiplista statunitense
- 7 aprile - Bernard Lama, ex calciatore e allenatore di calcio francese
- 7 aprile - Giorgio Locatelli, cuoco e personaggio televisivo italiano
- 7 aprile - Michèle Marian, attrice tedesca
- 7 aprile - Fabrizio Rampazzo, ex nuotatore italiano
- 7 aprile - Axel Voss, avvocato e politico tedesco
- 8 aprile - Antonio Girardi, giocatore di biliardo italiano
- 8 aprile - Jordan Hubbard, programmatore statunitense
- 8 aprile - Julian Lennon, cantautore, polistrumentista e fotografo britannico
- 8 aprile - Dean Norris, attore statunitense
- 8 aprile - Eugène Pehoua-Pelema, ex cestista e allenatore di pallacanestro centrafricano
- 8 aprile - Terry Porter, ex cestista e allenatore di pallacanestro statunitense
- 8 aprile - Giovanni Pratesi, geologo e divulgatore scientifico italiano
- 8 aprile - Luca Santella, velista italiano
- 8 aprile - Donita Sparks, cantautrice e chitarrista statunitense
- 8 aprile - Ron Tree, cantante e bassista inglese
- 8 aprile - Yūrei Yanagi, attore giapponese
- 9 aprile - Jean-Claude Blanc, imprenditore e dirigente sportivo francese
- 9 aprile - Marc Jacobs, stilista statunitense
- 9 aprile - Timothy Kopra, ex astronauta statunitense
- 9 aprile - Marios Onīsiforou, ex calciatore cipriota
- 9 aprile - Marija Pejčinović Burić, politica croata
- 9 aprile - Catherine Poirot, ex nuotatrice francese
- 9 aprile - Joe Scarborough, politico, avvocato e conduttore televisivo statunitense
- 9 aprile - Magnus Tideman, ex tennista svedese
- 10 aprile - Rosanna Banfi, attrice italiana
- 10 aprile - Warren DeMartini, chitarrista statunitense
- 10 aprile - Doris Leuthard, avvocata e politica svizzera
- 10 aprile - Hansjörg Lips, giocatore di curling svizzero
- 10 aprile - Peter Morgan, sceneggiatore e drammaturgo britannico
- 10 aprile - Yurïý Naýdovskïý, ex calciatore sovietico
- 10 aprile - Raffaello Vignali, politico italiano
- 11 aprile - Ihar Basinski, ex tiratore a segno bielorusso
- 11 aprile - Giuseppe Cassì, ex cestista, dirigente sportivo e politico italiano
- 11 aprile - Enrico Chieffi, velista italiano
- 11 aprile - Chris Ferguson, giocatore di poker statunitense
- 11 aprile - Waldemar Fornalik, allenatore di calcio e ex calciatore polacco
- 11 aprile - Caifei He, attrice cinese
- 11 aprile - Gregory Keyes, scrittore statunitense
- 11 aprile - Felipe Ocampos, ex giocatore di calcio a 5 paraguaiano
- 11 aprile - Elizabeth Smylie, ex tennista australiana
- 11 aprile - Henrique Soares da Costa, vescovo cattolico brasiliano († 2020)
- 11 aprile - Jörg Woithe, ex nuotatore tedesco
- 12 aprile - Marco Berry, illusionista e comico italiano
- 12 aprile - Lydia Cacho, giornalista, scrittrice e attivista messicana
- 12 aprile - Anne-Lee Edwardzon, ex cestista svedese
- 12 aprile - Tracy Camilla Johns, attrice statunitense
- 12 aprile - Luigi Loreto, storico italiano
- 12 aprile - Dragan Obrenović, militare e criminale di guerra bosniaco
- 12 aprile - Anton Siluanov, politico e economista russo
- 12 aprile - Shōgo Suzuki, attore giapponese
- 12 aprile - Dominik Utzinger, ex tennista svizzero
- 12 aprile - Stefano Viali, attore e regista italiano
- 12 aprile - Regina Weber, ex ginnasta tedesca
- 13 aprile - Mario Castiglia, cantante e compositore italiano
- 13 aprile - Alessandro Golinelli, scrittore e regista italiano
- 13 aprile - Nick Gomez, regista statunitense
- 13 aprile - Mo Johnston, allenatore di calcio e ex calciatore scozzese
- 13 aprile - Garri Kasparov, scacchista e attivista sovietico
- 13 aprile - Jeanne Lapoirie, direttrice della fotografia francese
- 13 aprile - Franco Neri, comico, cabarettista e attore italiano
- 13 aprile - Stuart Kevin Parker, ex calciatore inglese
- 13 aprile - Roberto Cavalo, allenatore di calcio e ex calciatore brasiliano
- 13 aprile - Ayako Shiraishi, doppiatrice giapponese
- 13 aprile - Yasuharu Takanashi, compositore giapponese
- 13 aprile - Nick Vanos, cestista statunitense († 1987)
- 14 aprile - Carlos Cojuangco, politico e imprenditore filippino († 2022)
- 14 aprile - Hugo Conte, allenatore di pallavolo e ex pallavolista argentino
- 14 aprile - Cynthia Cooper, ex cestista e allenatrice di pallacanestro statunitense
- 14 aprile - Riccardo Giacoia, giornalista italiano
- 14 aprile - Salvatore Guastella, ex calciatore italiano
- 14 aprile - Miki Imai, cantante e attrice giapponese
- 14 aprile - Cristiana Mazzoni, architetta e teorica dell'architettura italiana
- 14 aprile - Spencer Rice, regista e scrittore canadese
- 14 aprile - Davide Sanguanini, ex pallavolista italiano
- 14 aprile - Roberto Venturato, allenatore di calcio e ex calciatore italiano
- 15 aprile - Diosdado Cabello, politico venezuelano
- 15 aprile - Walter Casagrande, ex calciatore brasiliano
- 15 aprile - Dušan Fitzel, ex calciatore e allenatore di calcio ceco
- 15 aprile - Simon Poh Hoon Seng, arcivescovo cattolico malese
- 15 aprile - Paula Pell, attrice, sceneggiatrice e produttrice televisiva statunitense
- 15 aprile - Jacqueline Meirelles, modella, conduttrice televisiva e filantropa brasiliana
- 15 aprile - Gabriele Sella, pistard italiano († 2010)
- 15 aprile - Beata Szydło, politica polacca
- 15 aprile - Demetrio Vernaza, ex cestista ecuadoriano
- 16 aprile - John Delaney, politico e imprenditore statunitense
- 16 aprile - Hu Na, ex tennista cinese
- 16 aprile - Ivo Machacka, allenatore di hockey su ghiaccio e ex hockeista su ghiaccio italiano
- 16 aprile - Rebecca Saire, attrice britannica
- 16 aprile - Ägidius Zsifkovics, vescovo cattolico austriaco
- 17 aprile - Manuel Aller, ex cestista e allenatore di pallacanestro spagnolo
- 17 aprile - Marie Angliviel de la Beaumelle, designer italiana († 2013)
- 17 aprile - Pedro Casablanc, attore, regista e doppiatore spagnolo
- 17 aprile - Susanna Cenni, politica italiana
- 17 aprile - Andre Goode, ex cestista statunitense
- 17 aprile - Joel Murray, attore statunitense
- 17 aprile - Fucsia Nissoli, politica italiana
- 17 aprile - Don Michael Paul, attore e regista statunitense
- 18 aprile - Howie B, musicista e produttore discografico scozzese
- 18 aprile - Rolfe Kent, compositore britannico
- 18 aprile - Mike Mangini, batterista statunitense
- 18 aprile - Eric McCormack, attore canadese
- 18 aprile - Don McGill, produttore televisivo statunitense
- 18 aprile - Jochen Müller, ex calciatore tedesco
- 18 aprile - Ott Mõtsnik, ex calciatore estone
- 18 aprile - Małgorzata Niemiec, ex cestista polacca
- 18 aprile - Conan O'Brien, conduttore televisivo, autore televisivo e comico statunitense
- 18 aprile - Massimiliano Pani, compositore, arrangiatore e produttore discografico italiano
- 18 aprile - Jan Ykema, ex pattinatore di velocità su ghiaccio olandese
- 19 aprile - Christian Dumont, biatleta francese († 2021)
- 19 aprile - Cameron Lillicrap, ex rugbista a 15, allenatore di rugby a 15 e fisioterapista australiano
- 19 aprile - Maria Teresa Motta, ex judoka italiana
- 19 aprile - Fausto Pepe, ingegnere e politico italiano
- 20 aprile - Željko Bajčeta, ex calciatore jugoslavo
- 20 aprile - Tony Barber, musicista britannico
- 20 aprile - Gianfranco Gallone, arcivescovo cattolico italiano
- 20 aprile - Brett Garsed, chitarrista australiano
- 20 aprile - Maurício Gugelmin, ex pilota automobilistico brasiliano
- 20 aprile - Manuel Herreros, pilota motociclistico spagnolo
- 20 aprile - Gigi Marulla, calciatore e allenatore di calcio italiano († 2015)
- 20 aprile - Fermin Muguruza, cantautore, chitarrista e produttore discografico spagnolo
- 20 aprile - Matteo Piantedosi, prefetto e politico italiano
- 20 aprile - Rachel Whiteread, scultrice, incisore e designer britannica
- 20 aprile - Aubrey de Grey, inglese
- 21 aprile - Ken Caminiti, giocatore di baseball statunitense († 2004)
- 21 aprile - Lisa Darr, attrice statunitense
- 21 aprile - Roy Dupuis, attore canadese
- 21 aprile - Salva Díez, ex cestista spagnolo
- 21 aprile - Erik King, attore statunitense
- 21 aprile - John Cameron Mitchell, attore, sceneggiatore e regista statunitense
- 21 aprile - Judit Novák, ex cestista ungherese
- 21 aprile - Eyðfinn Olsen, ex calciatore faroese
- 21 aprile - Beatriz Perdomo, ex cestista cubana
- 21 aprile - Eduardo Vilches, ex calciatore cileno
- 21 aprile - Francesca D'Aloja, attrice, scrittrice e regista italiana
- 22 aprile - Sebastián Borensztein, regista, sceneggiatore e scrittore argentino
- 22 aprile - Michele Campisi, politico italiano
- 22 aprile - Jana Chlebowczyková, ex cestista cecoslovacca
- 22 aprile - Osvaldo Coluccino, compositore e poeta italiano
- 22 aprile - Maurizio Dipietro, politico italiano
- 22 aprile - Blanca Fernández Ochoa, sciatrice alpina spagnola († 2019)
- 22 aprile - Catherine Malandrino, stilista francese
- 22 aprile - Denis Podalydès, attore, regista e sceneggiatore francese
- 23 aprile - Sonia Antinori, drammaturga, attrice e regista teatrale italiana
- 23 aprile - Paul Belmondo, ex pilota automobilistico e attore francese
- 23 aprile - Martin Brunner, ex calciatore svizzero
- 23 aprile - Claudia Bürger, ex cestista tedesca
- 23 aprile - Pia Cramling, scacchista svedese
- 23 aprile - Chicco Gussoni, musicista, compositore e arrangiatore italiano
- 23 aprile - Owen McKibbin, supermodello e attore statunitense
- 23 aprile - Robby Naish, velista statunitense
- 23 aprile - Jure Pavlič, ex ciclista su strada sloveno
- 23 aprile - Ron Rowan, ex cestista e dirigente sportivo statunitense
- 23 aprile - Magnús Ver Magnússon, sollevatore, strongman e powerlifter islandese
- 24 aprile - Salwa Bughaighis, attivista libica († 2014)
- 24 aprile - Cvetana Dekleva, ex cestista jugoslava
- 24 aprile - Lajos Détári, allenatore di calcio e ex calciatore ungherese
- 24 aprile - Geraldo Dutra Pereira, allenatore di calcio e ex calciatore brasiliano
- 24 aprile - Bill Gould, bassista statunitense
- 24 aprile - Horacio Hernández, batterista cubano
- 24 aprile - Gadi Luzzatto Voghera, storico italiano
- 24 aprile - Ricardo Mejía, fondista di corsa in montagna messicano
- 24 aprile - Luciano Pignatelli, militare italiano († 1987)
- 24 aprile - Scott Rosenberg, sceneggiatore, produttore cinematografico e produttore televisivo statunitense
- 24 aprile - Paul Sarossy, direttore della fotografia canadese
- 24 aprile - Massimo Sestini, fotoreporter italiano
- 24 aprile - Carlos Alberto Sánchez, arcivescovo cattolico argentino
- 24 aprile - Joey Vera, bassista statunitense
- 25 aprile - Nelson Aerts, ex tennista brasiliano
- 25 aprile - Hitoshi Ashinano, fumettista giapponese
- 25 aprile - Kevin Fagan, ex giocatore di football americano statunitense
- 25 aprile - Marcos Ferrufino, calciatore boliviano († 2021)
- 25 aprile - Giovanni Franceschi, ex nuotatore italiano
- 25 aprile - Philippine Leroy-Beaulieu, attrice francese
- 25 aprile - David Moyes, allenatore di calcio e ex calciatore scozzese
- 26 aprile - Olivia Birkelund, attrice statunitense
- 26 aprile - Chiquinho Carlos, ex calciatore brasiliano
- 26 aprile - Bonaventura Di Bello, autore di videogiochi e scrittore italiano
- 26 aprile - Ham Hyun-gi, ex calciatore sudcoreano
- 26 aprile - Antonio Iavarone, pediatra italiano
- 26 aprile - Jet Li, artista marziale, attore e regista cinese
- 26 aprile - Milton McDonald, chitarrista britannico
- 26 aprile - Pablo Montoya, scrittore colombiano
- 26 aprile - Boris Nadeždin, politico russo
- 26 aprile - Cadinho, ex giocatore di calcio a 5 brasiliano
- 26 aprile - Arianne Phillips, stilista e costumista statunitense
- 26 aprile - Chiara Sani, attrice, conduttrice televisiva e regista italiana
- 26 aprile - Cornelia Ullrich, ex ostacolista tedesca orientale
- 27 aprile - Russell T Davies, sceneggiatore e produttore televisivo britannico
- 27 aprile - Pia Edvinsson, ex cestista svedese
- 27 aprile - Evelyn Herlitzius, soprano tedesco
- 27 aprile - Masaya Katō, attore, doppiatore e stuntman giapponese
- 27 aprile - Yammie Lam, attrice hongkonghese († 2018)
- 27 aprile - Dante Rezze, ex ciclista su strada francese
- 27 aprile - Dorota Tlałka, ex sciatrice alpina polacca
- 27 aprile - Małgorzata Tlałka, ex sciatrice alpina polacca
- 28 aprile - Alberto Angrisano, doppiatore italiano
- 28 aprile - Mark Bavaro, ex giocatore di football americano statunitense
- 28 aprile - Lloyd Eisler, ex pattinatore artistico su ghiaccio canadese
- 28 aprile - Obiageli Ezekwesili, attivista e politica nigeriana
- 28 aprile - Alessandro Garrone, imprenditore italiano
- 28 aprile - Gianluca Mosole, chitarrista italiano
- 28 aprile - Martin Popoff, giornalista, scrittore e critico musicale canadese
- 28 aprile - Michael Thamm, dirigente d'azienda tedesco
- 29 aprile - Jim Benning, dirigente sportivo e ex hockeista su ghiaccio canadese
- 29 aprile - Pierre Woodman, attore pornografico francese
- 29 aprile - Gerhard Haidacher, ex bobbista austriaco
- 29 aprile - Bruce Harwood, attore canadese
- 29 aprile - Patricia Kästle, ex sciatrice alpina austriaca
- 29 aprile - Luca Laurenti, personaggio televisivo, cantante e attore italiano
- 29 aprile - Isabelle Lonvis-Rome, magistrato, scrittrice e politica francese
- 29 aprile - Edgar Schmitt, allenatore di calcio tedesco
- 29 aprile - Raúl Servín, ex calciatore messicano
- 29 aprile - Moreno Trevisiol, ex rugbista a 15, allenatore di rugby a 15 e dirigente sportivo italiano
- 29 aprile - Hysen Zmijani, ex calciatore albanese
- 30 aprile - Raffaele Baratto, politico italiano
- 30 aprile - Lutte Berg, chitarrista svedese
- 30 aprile - Adrian Bravi, scrittore argentino
- 30 aprile - Jody Byrne, ex calciatore irlandese
- 30 aprile - Natal'ja Glebova, ex pattinatrice di velocità su ghiaccio sovietica
- 30 aprile - Glyn Hodges, allenatore di calcio, dirigente sportivo e ex calciatore gallese
- 30 aprile - Vítězslav Lavička, allenatore di calcio e ex calciatore ceco
- 30 aprile - James Marsh, regista, sceneggiatore e produttore televisivo britannico
- 30 aprile - Giulio Michelini, presbitero e teologo italiano
- 30 aprile - Marco Rossi, allenatore di calcio e ex calciatore italiano
- 30 aprile - Miro Sassolini, cantante e artista italiano
- 30 aprile - Ricci DJ, disc jockey e produttore discografico italiano († 2000)
- 30 aprile - Al Toon, ex giocatore di football americano statunitense